# Két szál pünkösdrózsa
A Két szál pünkösdrózsa című magyar népdalt Vikár Béla gyűjtötte a Zala vármegyei Reszneken. A fonográffelvételt Bartók Béla jegyezte le.
Feldolgozások:
| Szerző            | Mire                | Mű                                                            | Előadás |
| ----------------- | ------------------- | ------------------------------------------------------------- | ------- |
| Vásárhelyi Zoltán | két egynemű szólam  | Erdő-mező, 7. kotta                                           |         |
| Ádám Jenő         | ének, zongora       | Pianoforte II. 21. dal                                        |         |
| Bartók Béla       | két hegedű          | 44 duó, 37. darab (IV. füzet 1. darab): Preludium és kánon    | [ 1 ]   |
| Sugár Rezső       | zongora             | Zongoraiskola 2. I/26. darab                                  | [ 2 ]   |
| Szervánszky Endre | négykezes zongora   | Zongoraiskola I., Négykezesek 6. darab: Két szál pünkösdrózsa | [ 3 ]   |
| Ludvig József     | ének, gitárakkordok | Kis kacsa fürdik…, 10. oldal                                  |         |

## Kotta és dallam
| Két szál pünkösdrózsa kihajlott az útra, el akar hervadni, nincs ki leszakítsa. | Nem ám az a rózsa, ki a kertben nyílik, hanem az a rózsa, ki egymást szereti. | Nem szeretlek másért, két piros orcádért, szemed járásáért, szád mosolygásáért. |

## Felvételek
- Két szál pünkösdrózsa. Énekli: Palya Bea  egyszervolt (Hozzáférés: 2016. február 10.)
- Két szál pünkösdrózsa. YouTube (2013. október 1.)  (Hozzáférés: 2016. február 1.) (rajzfilm)
- Két szál pünkösdrózsa. YouTube (2010. március 13.)  (Hozzáférés: 2016. február 10.) (audió, fényképek)
- Két szál pünkösdrózsa. Előadja: Osztován együttes  YouTube (2015. április 5.)  (Hozzáférés: 2016. február 10.) (videó)
- Két szál pünkösdrózsa Variations. Írta és előadja: Louis Romao  YouTube (2011. szeptember 22.)  (Hozzáférés: 2016. február 10.) (audió, fényképek)

## Kapcsolódó lapok
- pünkösdi rózsa